# Liste des rois d'Uí Maine
Uí Maine ou Uí Mhaine est le nom d'un royaume situé dans le sud du Connacht, qui comprenait l'ensemble du comté de Galway, l'est de la région d'Athenry, et tout le sud est le centre du comté de Roscommon.

## Contexte
On estime qu'à l'époque protohistorique ce royaume s'étendait jusqu'au Shannon, et qu'au VIIIe siècle il avait étendu ses possessions à  l'ouest de la  Baie de Galway. Il a existé comme royaume indépendant depuis l'époque protohistorique et comme royaume sujet jusqu'à la fin de l'époque médiévale.
De la lignée aînée du Uí Maine les Ua Ceallaigh (O'Kelly) sont issus les O'Kelly de Gallagh et Tycooly et les Chefs du nom sont les actuels comte du Saint-Empire. Les autres branches comprennent les: O'Kelly d' Aughrim, O'Kelly de Mullaghmore, O'Kelly de Clondoyle, O'Kelly de Galway, Ó Ceallaigh Iarthar Chláir, O'Kelly de Gurtray, O'Kelly de Screen, et O'Kelly Farrell.

## Rois semi-légendaires
- Máine Mór, fl. c.357–407
- Breasal mac Maine Mór (en), fl. c.407–c.437
- Fiachra Finn (en), fl. c.437–c.454
- Connall Cas Ciabhach (en), fl. c.454–c.476
- Dallán mac Breasal (en), fl. c.476–c.487
- Duach mac Dallán (en), fl. c.487–c.503
- Lughaidh mac Dallán (en), fl. c.503–c.517
- Feradhach mac Lughaidh (en), fl. c.517–c.541

## Premiers rois historiques
- Maine mac Cearbhall (en), († 531/537)
- Marcán (en), (fl. c. † 541/556)
- Cairbre Crom (en), (fl. c.556)
- Brenainn mac Cairbre (en), († 597/601)
- Aedh Buidhe (en),  († tué 600)
- Conall mac Máele Dúib (en) (tué 629)
- Marcán mac Tommáin (tué 653)
- Fithceallach mac Flainn (en) († 691)
- Seachnasach (en), († 714)
- Dluthach mac Fithcheallach (en), († 738)
- Cathal Maenmaighe (en), († 745)
- Ailello hui Daimine (en), († 749)
- Inreachtach mac Dluthach (en), († 750)
- Aedh Ailghin (en), (tué  767)
- Dunchadh ua Daimhine (en), († 780)
- Conall mac Fidhghal (en), († 782)
- Duncadho mac Duib Da Tuadh (en), († 784)
- Amhalgaidh (en), († 786)
- Ailell mac Inreachtach (en), († 791/799)
- Dub Dá Leithe mac Tomaltach (en), († 816)
- Cathal mac Murchadh (en), (tué en 816)
- Cathal mac Ailell (en)  († 844)

## Ard rí médiévaux
- Mughroin mac Sochlachan (en), († 904)
- Sochlachan mac Diarmata (en), († 909)
- Murchadh mac Sochlachan (en), († 936)
- Murchadh mac Aodha (en), († 960)
- Geibennach mac Aedha (en), († 973)
- Muirgus mac Domnaill (en), († 986)
- Tadhg Mór Ua Cellaigh (en), († 1014)
- Concobar mac Tadg Ua Cellaigh (en), († 1030)
- Mac Tadhg Ua Cellaigh (en), († 1065)
- Dunchadh Ua Cellaigh (en), († 1074)
- Aed Ua Cellaigh (en), († 1134)
- Diarmaid Ua Madadhan (en), († 1135)
- Tadhg Ua Cellaigh (en), (abdique 1145)
- Conchobar Maenmaige Ua Cellaigh (en), († 1180)
- Murrough Ua Cellaigh (en), († 1186)

## O'Ceallaigh rois d'Ui Mhaine
- Domnall Mór mort en 1221
- 1221-1268  : Conchobar mac Domnaill Móir
- 1268-1271  : Maine Mór mac Conchobair
- 1271-1295  : Domnall mac Conchobair
- 1295-1307  : Donnchad Muimnech mac Conchobair
- 1305-1315  : Gilbert mac Domnaill, déposé ;
- 1315-1316  : Tadhg mac Domnaill
- 1316-1318  :  Conchobar mac Domnaill
- 1318-1322  : Gilbert mac Domnaill rétabli, ( † 1322)
- vers 1322-1325 ?  : Áed mac Donnchada Muimnig
- vers 1332-1339 : Ruaidhrí mac Mathghamhna[1] († 23 octobre 1339)
- 1339-1340 : Tadhg Óg mac Taidhg
- vers 1340- vers 1349 : Diarmaid mac Gilbert
- vers 1349-1381 : Uilliam Buidhe mac Donnchadha Muimhnigh
- 1381-1402 : Maolsheachlainn mac Uilliam Buidhe
- 1402-1403 : Conchobhar an Abaidh mac Maolsheachlainn
- 1403-1410 : Tadhg Ruadh mac Maolsheachlainn († 13 octobre 1410)
- 1410-1424 : Donnchadh mac Maolsheachlainn († 10 octobre 1424)
- 1424-1467 : Aodh mac Briain
- 1467-1469 : Aodh na gCailleach mac Uilliam Ruaidh[2] (†13 février 1469)
- 1469-1487  : Uilliam mac Aodha[3]
- 1467-1476 : Tadhg Caoch mac Uilliam Ruaidh, abdique 1476 († 1486)
- 1487-1488 : Maolsheachlainn mac Aodha[3]
- 1488-1499 : Conchobar Óg mac Aodha[3],[4] déposé 1499
- 1488- ?   : Donnchadh mac Breassail[4]
- 1499-1511 : Maolsheachlainn mac Taidgh
- 1511-1513 : Tadgh mac Maolsheachlainn
- ? 1513-1521 : Maolsheachlainn mac Uilliam
- ? 1521-1536 : Domhnall mac Aodha na gCailleach
- 1536-1557 : Donnchadh mac Éamoinn[5]
- 1557-1573 : Ceallach mac Domhnaill[6]
- 1573-1580 : Éigneachán mac Domhnaill[7]
- 1580-1590 : Aodh mac Donnchadha [8]
- 1593-1611 : Feardorcha Ó Cellaigh (en)

## Sources
- (en) Francis John Byrne, Irish Kings and High-Kings, Londres, Batsford, 1973 (ISBN 0-7134-5882-8) 85,92-93,95,170,222,224,230-233,236è237,239,243,250-252.
- (en) T.W Moody, F.X. Martin, F.J. Byrne A New History of Ireland IX Maps, Genealogies, Lists. A companion to Irish History part II . Oxford University Press réédition 2011  (ISBN 9780199593064) O' Kellys of Hy Many : O' Ceallaigh; Kings of Ui Maihne av 1221 - vers 1611 p. 226-227 & O' Kellys of Hy Maine ; O' Ceallaigh, kings of Uí Mhaine généalogie c. 1200 - c.1611, Table 31 p. 161.